# Ендрю Крайсберг
Ендрю Крайсберг (англ. Andrew Kreisberg) — американський сценарист і продюсер, найбільш відомий як один із творців проектів  Телевсесвіту DC: телесеріалів «Стріла», «Флеш» і «Легенди завтрашнього дня» — а також телесеріалу «Супердівчина».

## Освіта
В 1993 році Крайсберг закінчив Коледж масових комунікацій Бостонського університету.

## Кар'єра

### Телебачення
Дебютом Крайсберга на телебаченні став комедійний мультсеріал «Мішн Хілл», який протримався всього 13 епізодів. Після цього він брав участь як сценарист у таких проектах, як «Ліга справедливості», «Сімпсони», «Королева екрана», «Юристи Бостона», «Помадні джунглі», «Ілай Стоун», «Щоденники вампіра», «Зоряні війни: Війни клонів», «Моя сім'я» і «Склад 13».
У листопаді 2015 року Крайсберг уклав з Warner Bros. Television багаторічний контракт, згідно з яким він продовжить займатися новими проектами, а також залишиться єдиним шоуранером телесеріалу «Флеш», одним із шоуранерів серіалу «Супердівчина» (нарівні з Алі Адлером) і одним із продюсерів серіалів «Стріла» і «Легенди завтрашнього дня».

#### «Межа»
В 2009 році Крайсберг приєднався до знімальної групи науково-фантастичного телесеріалу каналу FOX «Межа» як сценарист і один із виконавчих продюсерів. В кінці першого сезону він покинув шоу, встигнувши написати сценарії до наступних епізодів:
- «Північ» (в співавторстві з Дж. Х. Уайменом)
- «Воскресіння» (в співавторстві з Девідом Х. Гудманом)

#### «Бустер Голд»
В 2011 році телеканал Syfy найняв Крайсберга для створення пілотного епізоду для серіалу про супергероя DC Comics Бустер Голда. Сценарій багаторазово переписувався і в даний час пілотний епізод нового серіалу все ще знаходиться в розробці.

#### Телевсесвіт DC
В 2011 році Крайсберг, Марк Гуггенхайм і Грег Берланті почали розробляти для каналу The CW ідею нового серіалу, який повинен був стати новим поглядом на образ персонажа DC Comics Зелена стріла. В січні 2012 року канал замовив виробництво пілотної серії. 31 січня 2012 року актор Стівен Амелл приєднався до проекту як виконавець головної ролі. 11 травня 2012 року The CW офіційно продовжив серіал на повний сезон, прем'єра якого відбулася 10 жовтня 2012 року.
В червні 2013 року було оголошено. що Крайсберг, за підтримки Берланті і представника DC Comics Джеффа Джонса, представлять Баррі Аллена в другому сезоні, а 20-й епізод сезону стане вбудованим пілотом нового серіалу. Однак спочатку персонаж з'явився у восьмій серії другого сезону, епізод «Вчений». Каналу настільки сподобався представлений образ, що він віддав перевагу традиційному пілоту. В травні 2014 року було офіційно оголошено про виробництво телесеріалу «Флеш». Прем'єра нового серіалу відбулася 7 жовтня 2014 року і отримала велике визнання серед критиків і телеглядачів.
26 лютого 2015 року розпочалися переговори з приводу створення нового спін-офу «Стріли», в якому мають з'явитися Атом (Брендон Раут), Капітан Холод (Вентворт Міллер), Мартін Штайн (Віктор Гарбер) і Сара Ленс (Кейті Лотц). Крайсберг, разом із Гуггенхаймом і Берланті, був назначений сценаристом і виконавчим продюсером нового проекту. Прем'єра нового серіалу, названого «Легенди завтрашнього дня», відбулася 21 січня 2016 року.

### Комікси
Крайсберг є сценаристом серій коміксів Green Arrow and Black Canary (Зелена стріла і Чорна канарка) і Batman Confidential (Бетмен: Конфіденціально).
В 2008 році видавництво Arcana Comics розпочало випускати серію коміксів Helen Killer, автором сценарію якої став Крайсберг, а художником — Метью Райс. Згідно сюжету в студентському віці Гелен Келлер отримує доступ до деякого приладу, який відновив її здатність бачити і чути, а також наділив її екстраординарною силою. В результаті цього її найняло управління США, щоб захищати президента.
В червні 2014 року було анонсовано, що починаючи з № 35 (вийшов в жовтні того ж року) Крайсберг і виконавчий редактор сценаріїв «Стріли» Бен Соколовскі займаються серією коміксів Green Arrow.

## Фільмографія
| Рік             | Назва                      | В титрах як | В титрах як | В титрах як         | Примітки                                                                                              |
| Рік             | Назва                      | Сценарист   | Продюсер    | Виконавчий продюсер | Примітки                                                                                              |
| --------------- | -------------------------- | ----------- | ----------- | ------------------- | --- |
| 1998            | Малкольм і Едді            | Так         |             |                     | Сценарист (1 епізод)                                                                                  |
| 2000–2002       | Мішн Хілл                  | Так         |             |                     | Сценарист (1 епізод)                                                                                  |
| 2001            | Кузен Скітер               | Так         |             |                     | Сценарист (1 епізод)                                                                                  |
| 2002–2003       | Сімпсони                   | Так         |             |                     | Сценарист (2 епізоди), редактор сценаріїв, виконавчий редактор сценаріїв                              |
| 2002–2004       | Ліга справедливості        | Так         |             |                     | Сценарист (3 епізоди)                                                                                 |
| 2003–2004       | Королева екрану            | Так         | Так         |                     | Сценарист (2 епізод); співпродюсер                                                                    |
| 2005–2007       | Юристи Бостона             | Так         | Так         |                     | Сценарист (9 епізодів); продюсер                                                                      |
| 2007            | The Wedding Bells          |             | Так         |                     | Головний продюсер                                                                                     |
| 2008            | Помадні джунглі            | Так         |             |                     | Сценарист (1 епізод)                                                                                  |
| 2008–2009       | Ілай Стоун                 | Так         | Так         |                     | Сценарист (7 епізодів); головний продюсер, співвиконавчий продюсер                                    |
| 2009            | Щоденники вампіра          | Так         | Так         |                     | Сценарист (2 епізоди); співвиконавчий продюсер                                                        |
| 2009            | Зоряні війни: Війни клонів | Так         |             |                     | Сценарист (1 епізод)                                                                                  |
| 2009–2010       | Межа                       | Так         | Так         |                     | Сценарист (2 епізоди); співвиконавчий продюсер                                                        |
| 2009–2011       | Моя сім’я                  | Так         |             |                     | Сценарист (2 епізоди)                                                                                 |
| 2010–2011       | Склад 13                   | Так         | Так         |                     | Сценарист (4 епізоди); співвиконавчий продюсер                                                        |
| 2011            | Червона фракція: Початок   | Так         |             |                     | Телефільм з Полом де Мео і Денні Білсоном в головних ролях; заснований на грі Red Faction: Armageddon |
| 2012–даний час. | Стріла                     | Так         |             | Так                 | Один із творців; сценарист (17 епізодів)                                                              |
| 2014–даний час. | Флеш                       | Так         |             | Так                 | Один із творців; сценарист (10 епізодів)                                                              |
| 2015            | Кінопремія «Оскар»         | Так         |             |                     | Спеціальний ТВ-випуск; разом із Грегом Берланті, Сетом Гремом-Смітом і Майклом Гріном                 |
| 2015–даний час. | Супердівчина               | Так         |             | Так                 | Один із творців; сценарист (5 епізодів)                                                               |
| 2016–наст. вр.  | Легенди завтрашнього дня   | Так         |             | Так                 | Один із творців; сценарист (2 епізоди)                                                                |